# Gideon Ebijitimi
Gideon Ebijitimi (n. 20 noiembrie 1981 este un atacant care joacă în prezent la Minerul Lupeni. A debutat în Liga 1 pe 11 august 2001 în meciul Oțelul Galați - UMT Timișoara 2-1.

## Activitate
- Oțelul Galați (2001-2002)
- Apulum Alba Iulia (2001-2002)
- Apulum Alba Iulia (2002-2003)
- Minaur Zlatna (2002-2003)
- Petrolul Ploiești (2004-2005)
- FC Vaslui (2004-2005)
- FCM Reșița (2005-2006)
- FCM Reșița (2006-2007)
- Forex Brașov (2007-2008)
- Corvinul Hunedoara (2008-2009)
- Minerul Lupeni (2008-2009)
- Minerul Lupeni (2009-2010)